# Wiesbaden-Südost

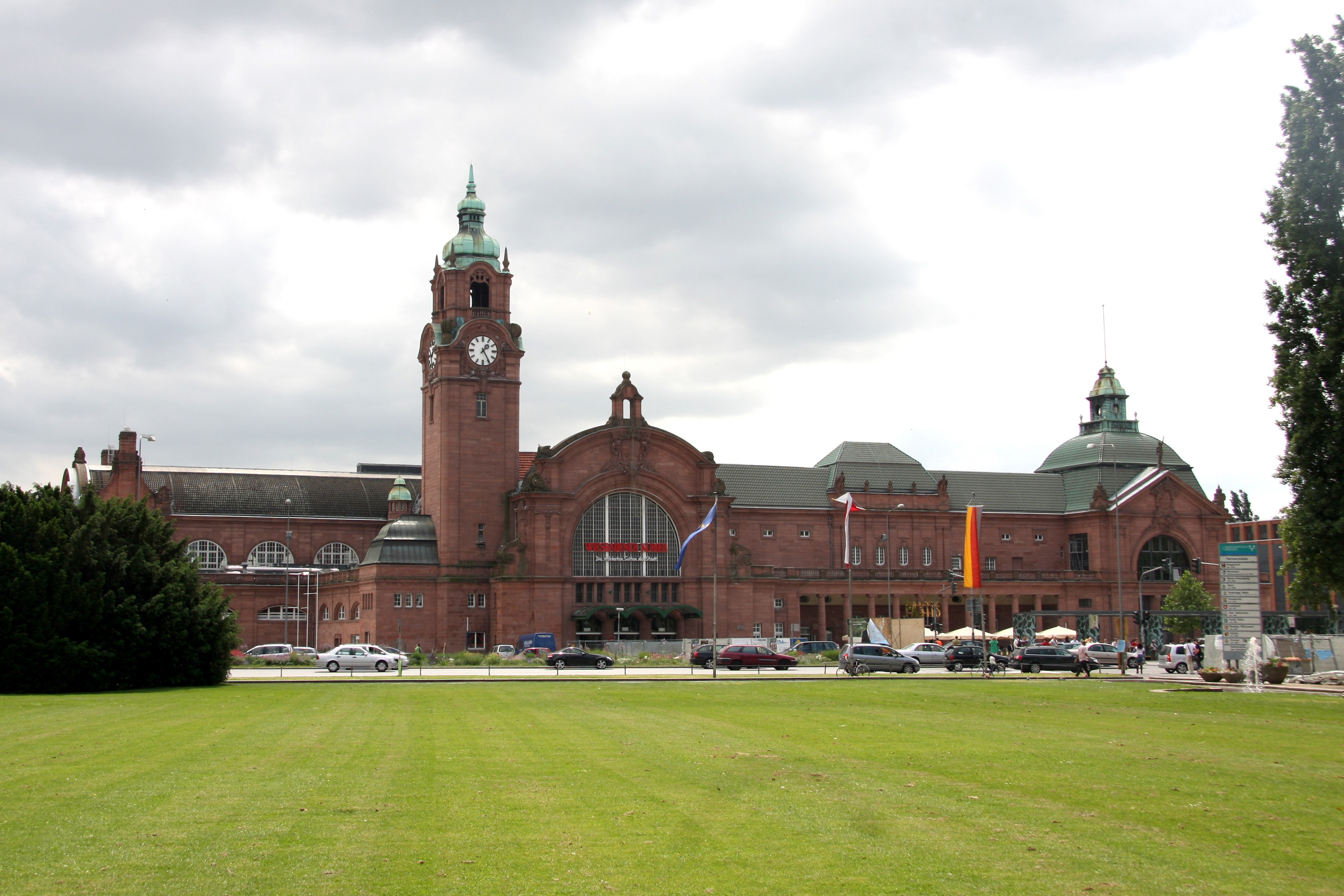
Centralstationen av Wiesbaden i Südost

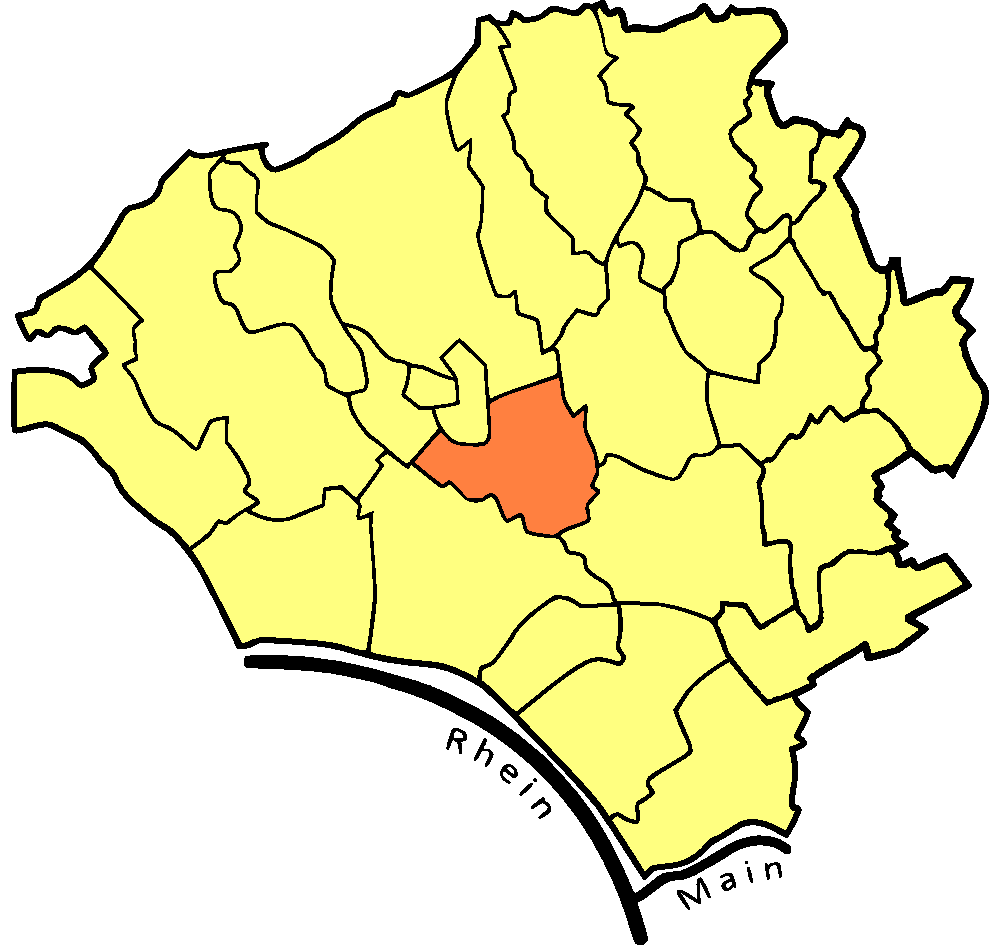
Südost läge i Wiesbaden

Südost (Sydost) är en stadsdel i Wiesbaden, Tyskland. Invånarantalet var 18.312 2012 på en yta av 6,62 km². Südost ligger i södra av centrum av staden.